# Agía Fotiní (Pella)
Agía Fotiní, en grec moderne : Αγία Φωτεινή, est un village du dème d'Édessa, district régional de Pella, en Macédoine-Centrale, Grèce.
Selon le recensement de 2011, la population du village compte 261 habitants.